# Мецгер, Гай
Гай Мецгер (англ. Guy Mezger, 1 января 1968, Хьюстон, Техас, США) — американский боец смешанных единоборств, один из первых участников профессиональных турниров. Принимал участие в турнирах по полноконтактному каратэ, кикбоксингу, боксу. Официально завершил профессиональную карьеру 25 января 2005 года. Является представителем зала Lion's Den, а также владельцем школы боевых искусств в Далласе. Мецгер является победителем турниров под эгидой двух организаций, UFC и Pancrase. Побеждал таких мастеров как Тито Ортис, Сэмми Схилт, Минору Сузуки, Юки Кондо и Масакацу Фунаки. Мецгер тренировался у многих известных профессионалов в разных видах, среди них можно отметить Винса Тамуру (дзодо), Уилли Томпсона (рестлинг), Билли Джексона (кикбоксинг), Кена Шемрока (тренировал удушающие приемы). Мецгер является соавтором книги The Complete Idiot's Guide to Kickboxing (Кикбоксинг: пособие для чайников), а также принимал участие в озвучке первого сезона сериала Крутой Уокер: Правосудие по-техасски (Эпизод 10: Ночь гладиатора).

## Ранние годы
Гай Мецгер родился в Хьюстоне, но вырос в Далласе, штат Техас. В старшей школе увлекся рестлингом, а также занимался тэквондо, в котором получил чёрный пояс, 7-й дан. В качестве профессионального кикбоксера выиграл титул чемпиона США в тяжёлой весовой категории, а затем в июне 1995 года стал чемпионом мира в WKC, выдержал одну защиту титула, но затем перешёл в Pancrase.

## Карьера в смешанных единоборствах
Профессиональную карьеру в смешанных единоборствах Мецгер начал на турнире UFC 4 в бою против Джейсона Фэйрна. Так как у обоих были длинные волосы, до начала боя Мецгер попросил Фэйрна соблюдать «джентльменское соглашение» и не держать за волосы. В поединке техническим нокаутом победил Мецгер, которому удалось опрокинуть противника на канвас и из фулмаунта наносить множественные удары, после чего противник сдался. В следующий раз Мецгер появился на турнире UFC 5, где также ТКО победил Джона Доуди в таком же стиле, а бой продолжался всего лишь чуть более двух минут. После этого Мецгер перешёл в зал Lion's Den, где под руководством Кена Шемрока тренировал удушающие приемы, после чего заявил о переходе в японский промоушн Pancrase.
В дебютном бою в Pancrase 23 июля 1995 года в встретился с Джоном Ренфро, которого победил болевым приёмом в первом раунде. Во втором бою на юбилейном турнире Pancrase 1995 года Мецгер встретился с сооснователем своего зала и тренера Шемрока Масакацу Фунаки. Американский боец доминировал, набирая очка за счёт хай-киков и миддл-киков, а в партере также контролировал Фунаки, пытаясь осуществить захват, однако пропустил болевой на ногу и в итоге проиграл болевым приёмом. В отчете Sherdog сказано, что победа одержана TKO, а бой остановлен доктором.

## Завершение карьеры
25 января 2005 года Мецгер решил покинуть профессиональный спорт, так как почувствовал симптомы сердечного приступа перед боем с Тито Ортисом. Мецгер начал тренировать в Далласе, клубе Combat Sports Club, который стал филиалом Lion's Den, занимался с учениками отработкой приемов бокса, кикбоксинга, а также уделял внимание подготовке к смешанным единоборствам. Кроме того, Мецгер основал компанию CS Consulting, которая занималась консультированием федеральных и региональных агентств по правоприменению силы и обучению навыкам самозащиты. Также Мецгер является совладельцем компании, которая занимается производством игровых и документальных фильмов, постановкой телевизионных шоу. В 2011 году он закончил обучение холистической медицине и получил степень доктора (PhD), а также создал и продвигал компанию Optimal Health Specialists.
Мецгер также был президентом проекта HDNet Fights, которая принадлежала миллиардеру и филантропу Марку Кьюбану и отвечал за рекрутинг и развитие молодых талантов для проекта Friday Night Fights. Также выступал в качестве комментатора фулл-контакт каратэ Чака Норриса, командных соревнований по смешанным единоборствам World Combat League и японской организации DREAM.

## Личная жизнь
У Гая и его жены Мишель двое детей, Логан и Рэйчел. Кроме того, от предыдущего брака у него есть сын Джейк.
В декабре 2011 года Мецгер был вовлечен в скандал в Далласе, когда напротив магазина спортивных товаров мужчина оскорблял женщину. Гай заступился за женщину, но нападавший кинулся на него с ножом. В итоге, мужчина получил повреждения лицевых костей и руки, а Мецгер был ранен ножом, однако был прооперирован и достаточно быстро вернулся к прежней деятельности.